# Edon, Ohio
Edon är en ort i Williams County i delstaten Ohio, USA.